# It's a Hard Life
«It's a Hard Life» (укр. «Це важке життя») — пісня британського рок-гурту «Queen», написана фронтменом Фредді Мерк'юрі. Пісня увійшла до альбому гурту «The Works» 1984 року, вона стала третім синглом цього альбому. «It's a Hard Life» посіла 6 позицію у «UK Singles Chart», ставши третім синглом альбому поспіль, який потрапив до «топ-10» британського чарту. Пісня також досягла 2 позиції в Ірландії та 20-ї позиції у Нідерландах. «It's a Hard Life» також посіла 19 позицію серед пісень «Queen» в опитуванні «Народний улюбленець», яке проводилося телеканалом «ITV» у вівторок, 11 листопада 2014 року.

## Складова
Текст та мелодія вступу пісні засновані на рядку «Смійся, паяц, над своїм розбитим коханням!» арії «Vesti la giubba» з опери Руджеро Леонкавалло «Паяци». Та ж мелодія використовується у саундтреку фільму «Ніч в опері», на честь якого «Queen» назвали свій альбом 1975 року «A Night at the Opera».
Музично пісня відтворює дух «Play the Game» у порядку продовження історії, використовуючи гру Фредді Мерк'юрі на піаніно та характерний для гурту стиль «нашарування гармоній». Вона написана в традиціях ранніх альбомів «Queen», особливо в сенсі «без синтезаторів». На той час гурт уже використовував синтезатори з часів альбому «The Game» 1980 року, тому жест повернення до традиційного звучання гурту був вдячно зустрінутий деякими фанами.

## Музичне відео
Відео Тіма Поупа, що супроводжує пісню, було створено в «оперному стилі», де гурт та оточення з'являються час від часу в костюмах «оперного стилю». У відео також була представлена незвичайна гітара у вигляді «черепа і кістки», на якій грав Браян Мей, її вартість становила понад 1000 фунтів стерлінгів, також її можна побачити на обкладинці синглу.
Учасники гурту відзначали, що костюми були жаркими і незручними, «очі» на одягу Мерк'юрі були висміяні іншими, які казали, що він виглядав «як гігантська креветка». І Браян Мей, і Роджер Тейлор застогнали вголос, коли їм показали це відео під час коментаря до збірки «Greatest Video Hits 2». Тейлор сказав, що це "найдурніший музичний відеоролик, коли-небудь зроблений". Мей висловився більш позитивно, сказавши, що відео було іронічним заходом, оскільки воно зображувало Мерк'юрі як багату людину, яка співала про те, як важко жити і любити, на той момент Мерк'юрі у реальному житті мав велике багатство, але все ще шукав любов.
Тейлор, що був поруч з Меєм, зауважив, що він «дійсно любив пісню, але ненавидів відео». Джон Дікон також недолюблював цю постановку, вважаючи її занадто помпезною. Незважаючи на це, відео було опубліковано на офіційному каналі гурту на сайті YouTube.
Одним з учасників відео є австрійська акторка Барбара Валентин.

## Музиканти
- Фредді Мерк'юрі — головний вокал, бек-вокал, піаніно;
- Браян Мей — електрогітара, бек-вокал;
- Роджер Тейлор — ударні, бек-вокал;
- Джон Дікон — бас-гітара.

## Живі записи
- «Live in Rio» (VHS)
- «We Are the Champions: Final Live in Japan» (DVD)

Пісня виконувалася тільки під час «The Works Tour».
17 листопада 2010 Том Чаплін з гурту «Keane» виконав «It's A Hard Life» наживо з Браяном Меєм і Роджером Тейлором на гала-концерті «Prince's Trust».

## Чарти
| Чарт (1984)                               | Позиція |
| ----------------------------------------- | ------- |
| Велика Британія (Official Charts Company) | 6       |
| Австралія (Kent Music Report)             | 65      |
| Німеччина (Media Control AG)              | 26      |
| Нідерланди (Mega Single Top 100)          | 20      |
| Нідерланди (Dutch Top 40)                 | 4       |
| Бельгія (Ultratop Flanders)               | 31      |
| Нова Зеландія (RIANZ)                     | 30      |
| Ірландія (IRMA)                           | 2       |
| США (Billboard Hot 100)                   | 72      |